# アリン・イグネア
アリン・リヴィウ・イグネア（Alin Liviu Ignea 、1989年4月28日 - ）は、ルーマニア・ティミショアラ出身のプロサッカー選手。SSUポリテフニカ・ティミショアラ所属。ポジションは、ミッドフィールダー。

## タイトル
FCボトシャニ
- リーガII: 2012-13